# André de Laval-Montmorency
André de Laval-Montmorency, seigneur de Lohéac, francoski vojskovodja, * 1408, † 1485.
Bil je sin Guyja XIII. de Laval in Anne de Laval.